# Verdrag van Finckenstein
Het Verdrag van Finckenstein tussen Frankrijk en Perzië (het huidige Iran) werd op 4 mei 1807 op Schloss Finckenstein in West-Pruisen ondertekend. Met dit verdrag werd de alliantie tussen Frankrijk en Perzië bekrachtigd die was gericht tegen Rusland en het Verenigd Koninkrijk.

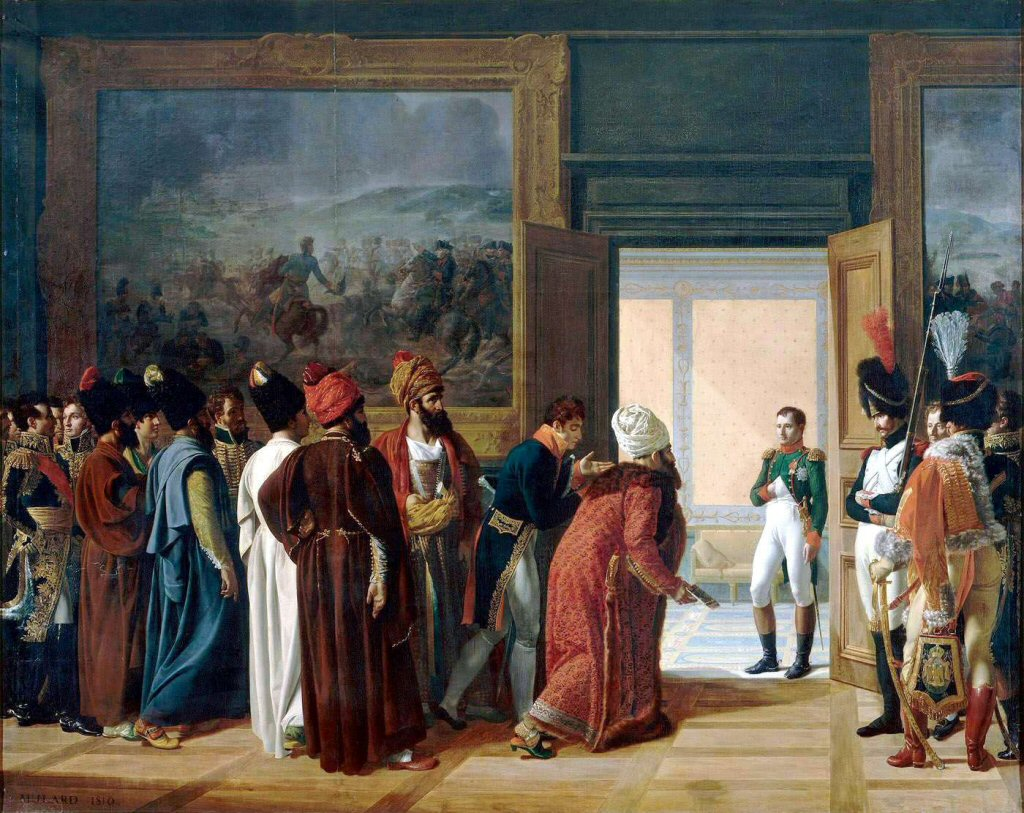
Napoleon ontvangt de Perzische Gezant Mirza Mohammad Reza Qazvini op Schloss Finckenstein

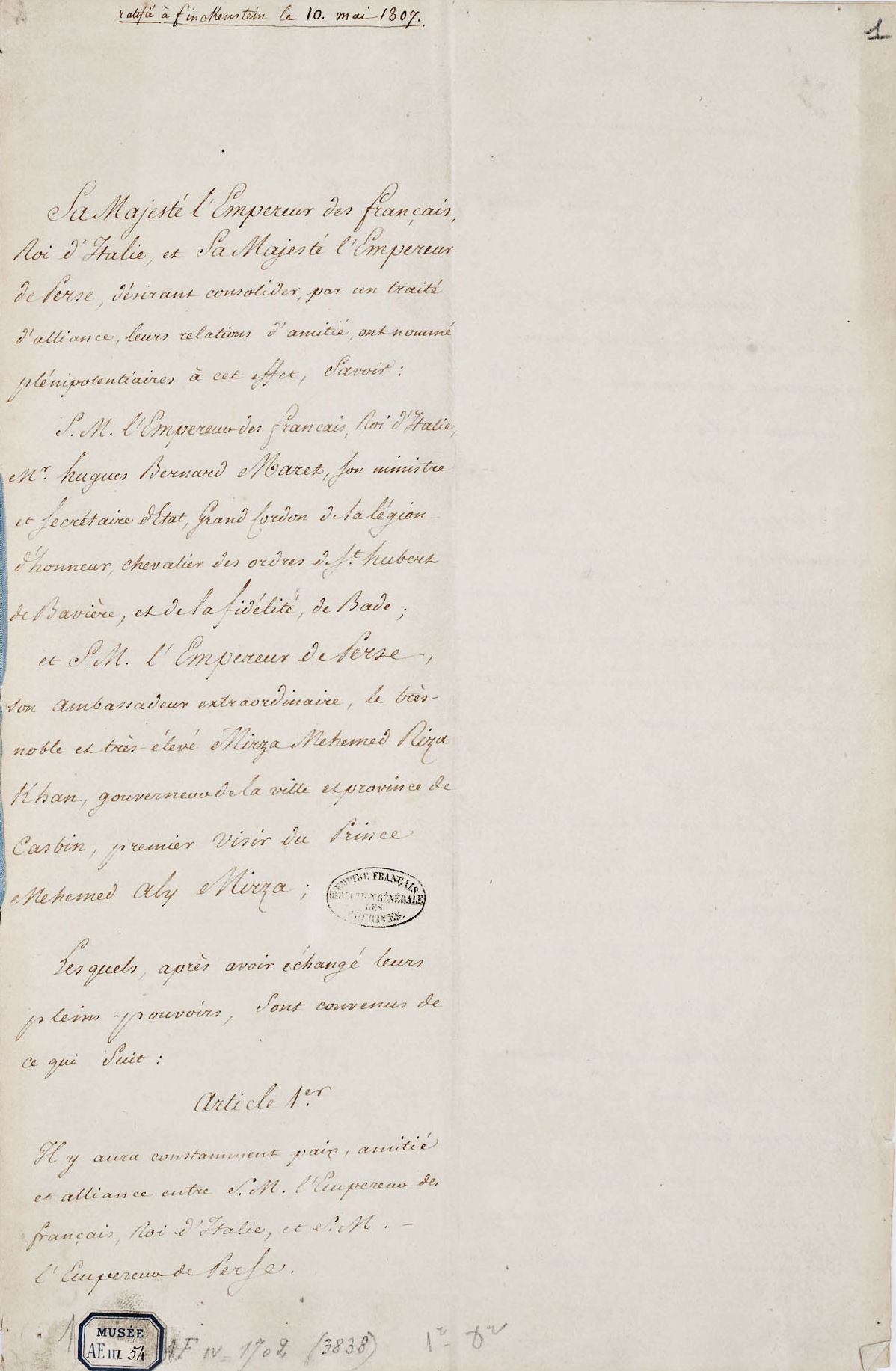
De eerste pagina van het Verdrag van Finckenstein

## Voorgeschiedenis
In het begin van zijn lange regeerperiode voerde sjah Fath'Ali Kadjar oorlog tegen tsaar Alexander I van Rusland omdat Perzië aanspraak maakte op het door Rusland gecontroleerde Georgische koninkrijk Kartli-Kachetië. Het Verenigd Koninkrijk wees het verzoek van Perzië af om militair in te grijpen omdat Rusland al hun bondgenoot was in de Coalitieoorlogen tegen Napoleon. Hierdoor richtte de sjah zich tot Napoleon om samen tegen Rusland oorlog te voeren.

## Inhoud
Napoleon garandeerde de integriteit van Perzië en erkende delen van Georgië en andere oostelijke landen in Transkaukasië als provincies van Perzië. Daarnaast moest Frankrijk zich inspannen om deze afspraak uit te voeren. Napoleon sprak verder af de sjah met wapens, officieren en vakmensen te helpen. Aan de andere kant was in het verdrag vastgelegd dat de sjah het Verenigd Koninkrijk de oorlog moest verklaren, alle Britten in Perzië moest uitwijzen en de Afghanen ervan moest overtuigen om deel te nemen aan een Frans-Perzisch-Afghaanse invasie in India.

## Verdere Ontwikkeling
Als eerste stap tot samenwerking stuurde Napoleon een Franse militaire missie onder leiding van generaal Antoine Gardanne naar Perzië. Generaal Gardanne moest samen met 70 Franse officieren het Perzische leger moderniseren en contact leggen met het Osmaanse leger. Daarnaast was Napoleon van plan om zijn broer Lucien Bonaparte als ambassadeur naar Perzië te sturen.
Op de Europese slagvelden rukte Napoleon verder op naar Rusland. De Russische troepen leden op 14 juni 1807 tijdens de Slag bij Friedland een zware nederlaag. Tsaar Alexander I begon vervolgens onderhandelingen met de Fransen die op 23 juni 1807 tot een wapenstilstand leidden. Op 25 juni 1807 begonnen in Tilsit de vredesonderhandelingen tussen Napoleon en tsaar Alexander I. Op 7 juli 1807 werd uiteindelijk de Vrede van Tilsit gesloten.
Toen Rusland toetrad tot het continentaal stelsel tegen het Verenigd Koninkrijk, begon sjah Fath'Ali Kadjar wederom onderhandelingen met de Britten om steun tegen Rusland te krijgen. Als gevolg hiervan wees de Sjah deelname aan het Continentaal stelsel af. Ondanks het Verdrag van Finckenstein lukte het Frankrijk niet om de diplomatieke oorlog over Perzië te winnen. Geen enkele afspraak uit het verdrag werd gerealiseerd. Op 12 maart 1809 ondertekende het Verenigd Koninkrijk een verdrag met Perzië waardoor het Verdrag van Finckenstein kwam te vervallen. Als gevolg hiervan werden alle Fransen in Perzië uitgewezen.